# Partia Narodowego Działania
Akcja Partii Nacjonalistycznej (tur. Milliyetçi Hareket Partisi, MHP) – skajnie prawicowa partia polityczna prowadząca działalność w  Republice Tureckiej. Została utworzona w 1969 roku przez Alparslana Turkesha na przykładzie Republikańskiej Chłopskiej Partii Narodowej. Jest określana jako partia nacjonalistyczna i fundamentalistyczna. W latach 70. partia kładła nacisk na antykomunizm oraz uczestniczyła w systemie Gladio. Została zabroniona po przewrocie wojskowym w 1980 roku. W latach 90. XX wieku partia skupiła się na sprzeciwie wobec kurdyjskiego ruchu separatystycznego. Partia ma bojową organizację młodzieżową Szare Wilki. Przez długi czas partia była w opozycji do Recepa Tayyipa Erdoğana, lecz od połowy 2010 roku sprzymierzyła się z nim. Po śmierci Alparslana Turksha przewodniczącym partii został Devlet Bahçeli.